# Інголлс (Індіана)
Інголлс (англ. Ingalls) — місто (англ. town) в США, в окрузі Медісон штату Індіана. Населення — 2223 особи (2020).

## Географія
Інголлс розташований за координатами 39°57′23″ пн. ш. 85°48′21″ зх. д. / 39.95639° пн. ш. 85.80583° зх. д. (39.956435, -85.805805).  За даними Бюро перепису населення США в 2010 році місто мало площу 4,00 км², з яких 3,92 км² — суходіл та 0,08 км² — водойми. В 2017 році площа становила 7,72 км², з яких 7,62 км² — суходіл та 0,10 км² — водойми.

## Демографія
Згідно з переписом 2010 року, у місті мешкали 2394 особи в 834 домогосподарствах у складі 649 родин. Густота населення становила 599 осіб/км².  Було 907 помешкань (227/км²).
Расовий склад населення:
| - 92,4 % — білих - 3,0 % — чорних або афроамериканців - 0,4 % — корінних американців - 0,3 % — азіатів - 1,4 % — осіб інших рас |

До двох чи більше рас належало 2,3 %. Частка іспаномовних становила 3,9 % від усіх жителів.
За віковим діапазоном населення розподілялося таким чином: 32,9 % — особи молодші 18 років, 59,5 % — особи у віці 18—64 років, 7,6 % — особи у віці 65 років та старші. Медіана віку мешканця становила 29,8 року. На 100 осіб жіночої статі у місті припадало 98,2 чоловіків;  на 100 жінок у віці від 18 років та старших — 90,4 чоловіків також старших 18 років.
Середній дохід на одне домашнє господарство  становив 58 385 доларів США (медіана — 49 653), а середній дохід на одну сім'ю — 60 344 долари (медіана — 54 336). Медіана доходів становила 41 548 доларів для чоловіків та 36 806 доларів для жінок. За межею бідності перебувало 11,6 % осіб, у тому числі 11,0 % дітей у віці до 18 років та 12,4 % осіб у віці 65 років та старших.
Цивільне працевлаштоване населення становило 924 особи. Основні галузі зайнятості: освіта, охорона здоров'я та соціальна допомога — 17,0 %, виробництво — 13,6 %, роздрібна торгівля — 11,9 %.